# Bouge !
 (mai 2025).
Si vous disposez d'ouvrages ou d'articles de référence ou si vous connaissez des sites web de qualité traitant du thème abordé ici, merci de compléter l'article en donnant les références utiles à sa vérifiabilité et en les liant à la section « Notes et références ».
Pour les articles homonymes, voir Bouge (homonymie).
Pour plus de détails, voir Fiche technique et Distribution.
Bouge ! est un film français réalisé par Jérôme Cornuau, sorti en 1997.

## Synopsis
Alice, une jeune Marseillaise, monte à Paris pour rencontrer son père, qu'elle n'a jamais connu. Celui-ci n'est autre que Tony Sachs, un très important producteur de musique. Pour l'approcher, elle décide de devenir danseuse, puis chanteuse. « Pistonnée » par Ophélie Winter, qu'elle rencontre par hasard, Alice monte un groupe avec deux rappeurs, un disc jockey et une amie. Mais son père n'est pas l'homme qu'elle avait espéré : renoncera-t-elle à sa carrière naissante ?

## Fiche technique
- Titre : Bouge !
- Réalisation : Jérôme Cornuau
- Scénario : Jérôme Cornuau, Emmanuel List, Guy Zilberstein
- Musique : Venisse Team
- Production : Miguel Courtois, Gilles de Maistre
- Sociétés de production : Tetra Média et M6 Films, avec la participation de Canal+
- Distribution : AMLF
- Pays d'origine :  France
- Format : couleur - 35 mm
- Durée : 99 minutes
- Date de sortie : 25 juin 1997 (France)

## Distribution
- Ambre Boukebza : Alice
- Patrick Forster-Delmas : Jérémy
- Ophélie Winter : elle-même
- Bernard Le Coq : Tony Sachs
- Léa Drucker : Nathalie
- Élisabeth Depardieu : Hélène
- Édouard Montoute : Soso
- Samy Naceri : Zn
- Tara Römer : Grégoire
- Thierry Ashanti : Rudy
- Alain Beigel : Fabrice
- Didier Cauchy : Manu
- Anthony Decadi : Chouff
- Philippe Corti : le présentateur
- Mickaël Winter : lui-même

## Autour du film
- Produit et distribué par la chaîne de télévision M6, notamment, Bouge ! accompagne la mode de la dance music des années 1990 ; l'action tourne autour du concert Dance Machine, qui se déroulait alors au Palais omnisports de Paris-Bercy.

- Quelques acteurs, alors peu connus du grand public, participent à ce film, notamment Samy Naceri, Léa Drucker et Édouard Montoute. Parmi eux, trois seront à l'affiche dans le futur film à succès Taxi (Samy Naceri, Édouard Montoute et Tara Römer), sorti près de dix mois plus tard.

- La chanson-titre est interprétée par Géraldine, qui n'a pas fait parler d'elle par la suite[réf. nécessaire].

- Patrick Forster-Delmas joue l'un de ses rares rôles dans un film français. En effet, l'acteur avait découvert la Colombie lors du tournage de la série Cœurs Caraïbes un an plus tôt. Il s'y est depuis installé, en poursuivant sa carrière d'acteur[1].
- Les plans live ont été tournés à Bercy durant le Dance Machine 1996.